# Reuzenkameleon
De reuzenkameleon (Furcifer oustaleti) is een hagedis uit de familie kameleons (Chamaeleonidae).

## Naam en indeling
Een andere benaming is Oustalets kameleon. De wetenschappelijke naam van de soort werd voor het eerst voorgesteld door François Mocquard in 1894. Oorspronkelijk werd de wetenschappelijke naam Chamaeleon oustaleti gebruikt.

## Uiterlijke kenmerken
Gemiddeld is de lengte van volwassen mannetjes ongeveer 65 tot zeventig centimeter, de vrouwtjes blijven vaak onder de veertig cm en zijn de helft kleiner. Het is hiermee een van de grootste soorten kameleons.
De reuzenkameleon heeft een enigszins langgerekt lichaam en is zijdelings sterker afgeplat dan andere soorten maar ziet er verder 'normaal' uit; een zaag-achtige rug- en keelkam en de vrouwtjes hebben een extra stekelkam boven op de kop tot de neus. Deze soort heeft geen hoorns en een duidelijk vergrote en zijdelings afgeplatte nekkam, een duidelijke oorkwab ontbreekt. Het is een van de grootste soorten kameleons, er is weleens een exemplaar aangetroffen langer dan een meter. De basiskleur is doordat de kameleon sterk van kleur kan veranderen zeer variabel tussen groen en bruin, maar ook rood- en geeltinten komen voor.

## Leefwijze
Het voedsel bestaat uit grotere insecten en vooral mannetjes pakken als ze groter worden weleens kleine zoogdieren, vogels en andere hagedissen als ze de kans krijgen. Bij bedreiging door predatoren blazen ze zich op en tonen de flank aan hun belager om groter te lijken, waarbij ze de bek openen en sissen en niet schromen om te bijten.
Vrouwtjes zetten vaak twee keer per jaar eitjes af en dat zijn er soms wel 60 per keer. Deze worden in een ondiep holletje of onder bladeren gedeponeerd en na negen tot tien maanden komen ze uit. De jongen zijn na zes tot twaalf maanden volwassen.

## Verspreiding en habitat

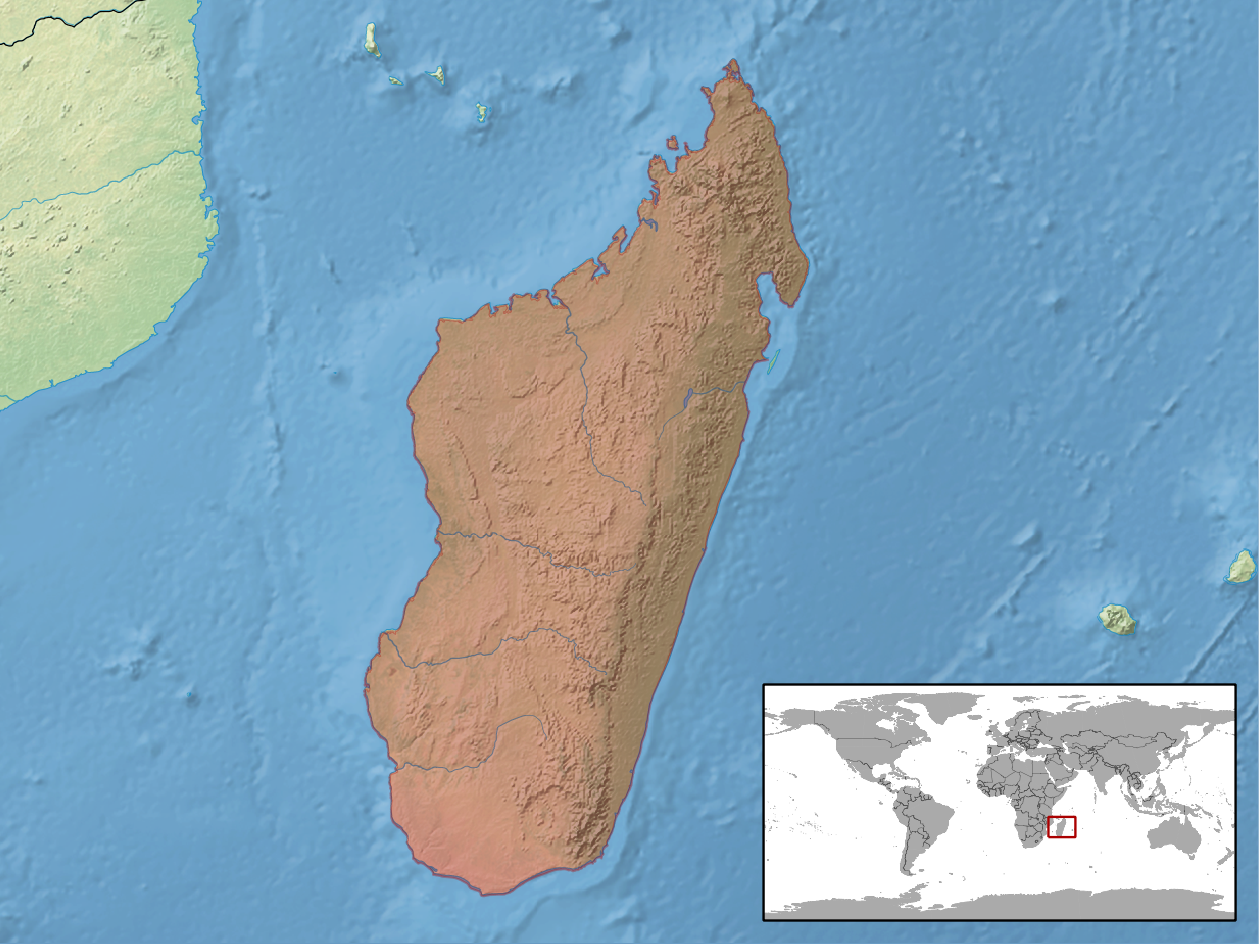
Verspreidingsgebied binnen Madagaskar in het rood.

Deze hagedis leeft alleen op het eiland Madagaskar, maar in het oosten komen alleen geïsoleerde populaties voor. Ook is de soort uitgezet in Kenia maar het is niet bekend of de kameleon daar nog voorkomt. Daarnaast is de kameleon geïntroduceerd in de Amerikaanse staat Florida.
De habitat is zeer variabel en bestaat uit vochtige tropische en subtropische bossenzowel in laaglanden als bergstreken, drogere bossen, droge en vochtige savannen, scrublands en graslanden. Ook in door de mens aangepaste streken kan de soort worden aangetroffen zoals agrarische gebieden, tuinen en plantages. De kameleon leeft in dichtbegroeide, vochtige en warme bossen met struikachtige hoge gewassen waar in wordt geschuild. Er wordt weleens gedacht dat deze soort van drogere omgevingen houdt, omdat de hagedis in een gebied leeft dat heel droge perioden kent. De luchtvochtigheid echter is tussen de vegetatie meestal boven de 70%.

## Beschermingsstatus
Door de internationale natuurbeschermingsorganisatie IUCN is de beschermingsstatus 'veilig' toegewezen (Least Concern of LC).

### Afbeeldingen

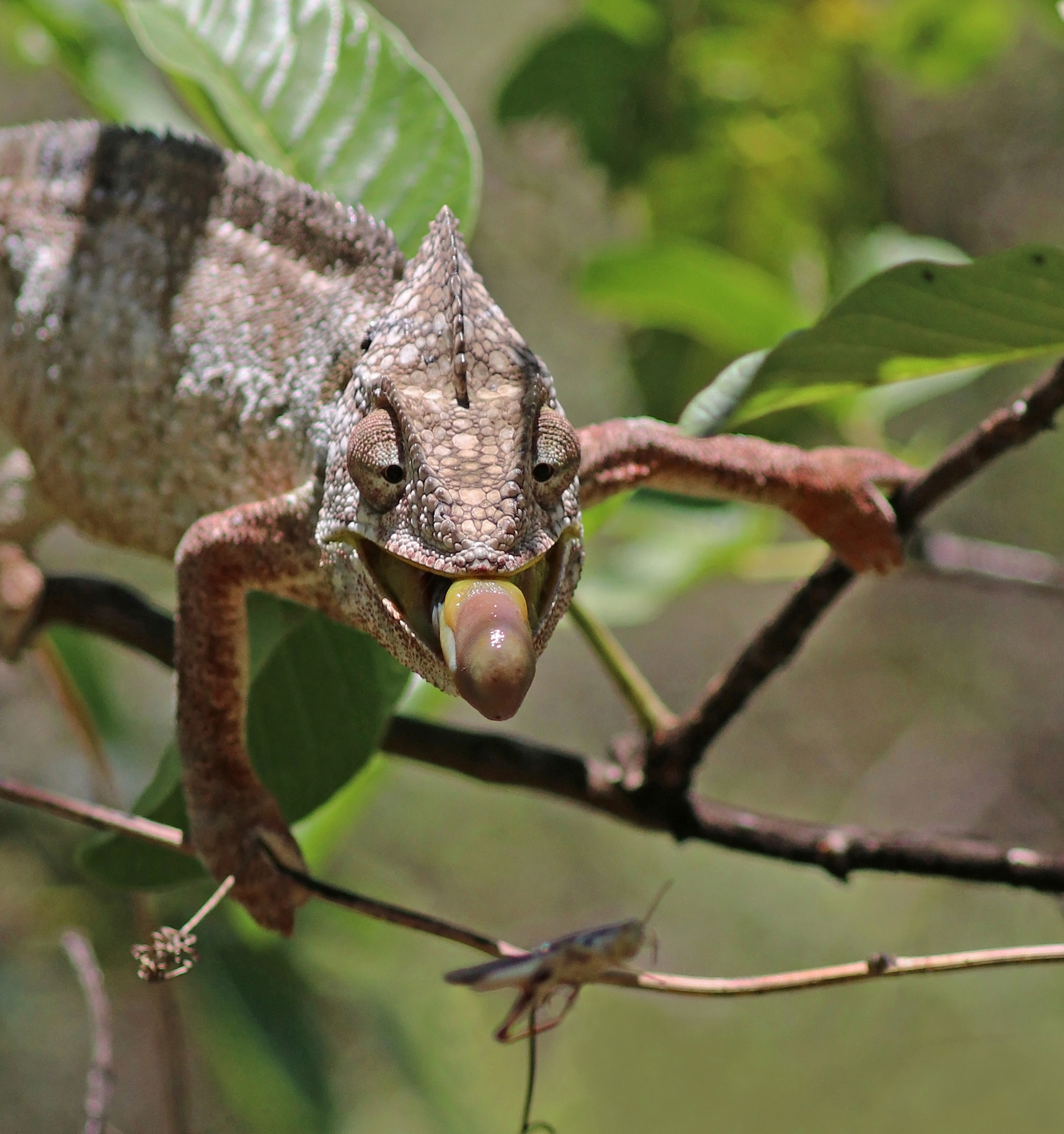
Voorzijde.
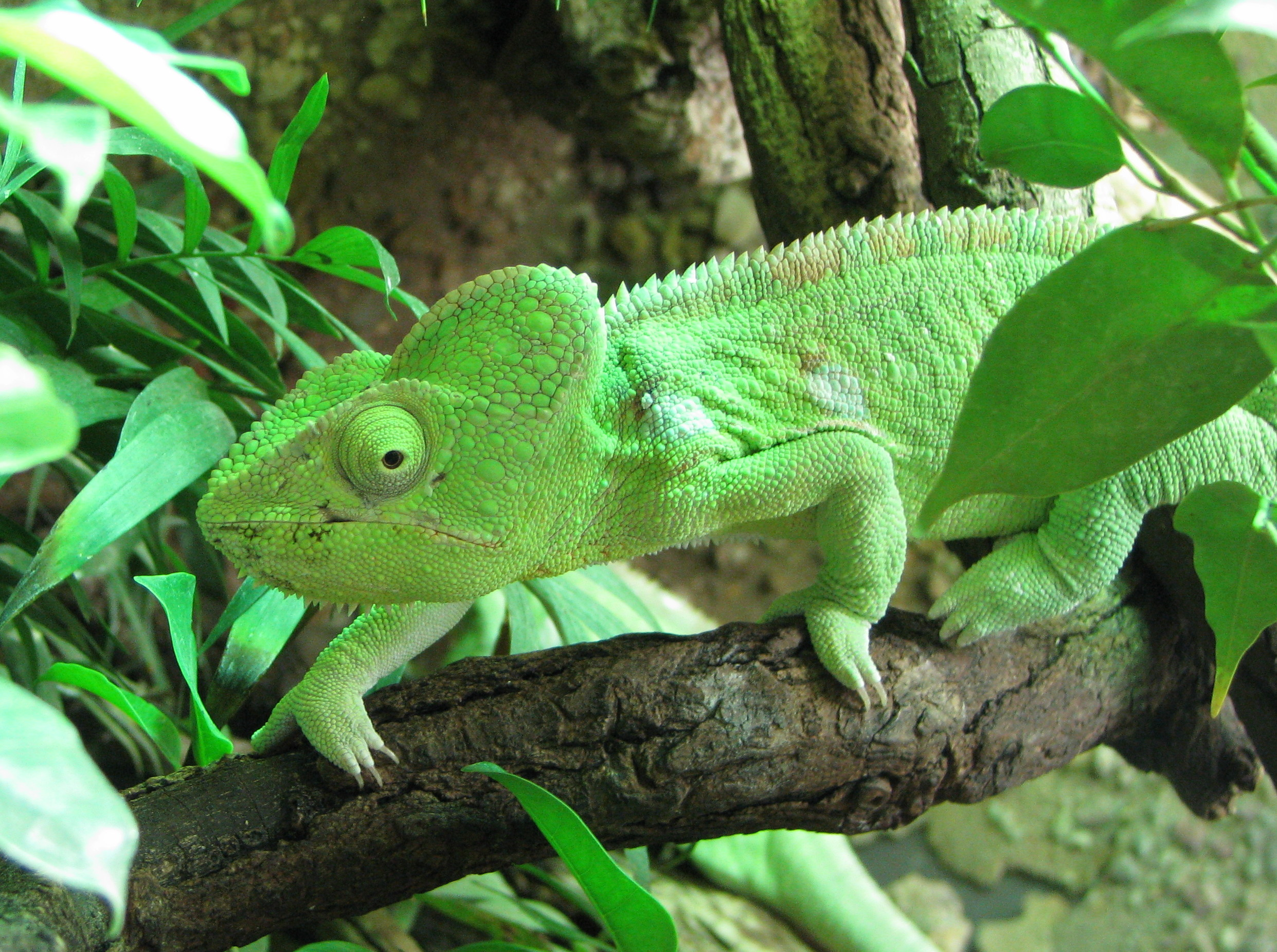
Vrouwtje; de kam is minder ontwikkeld.
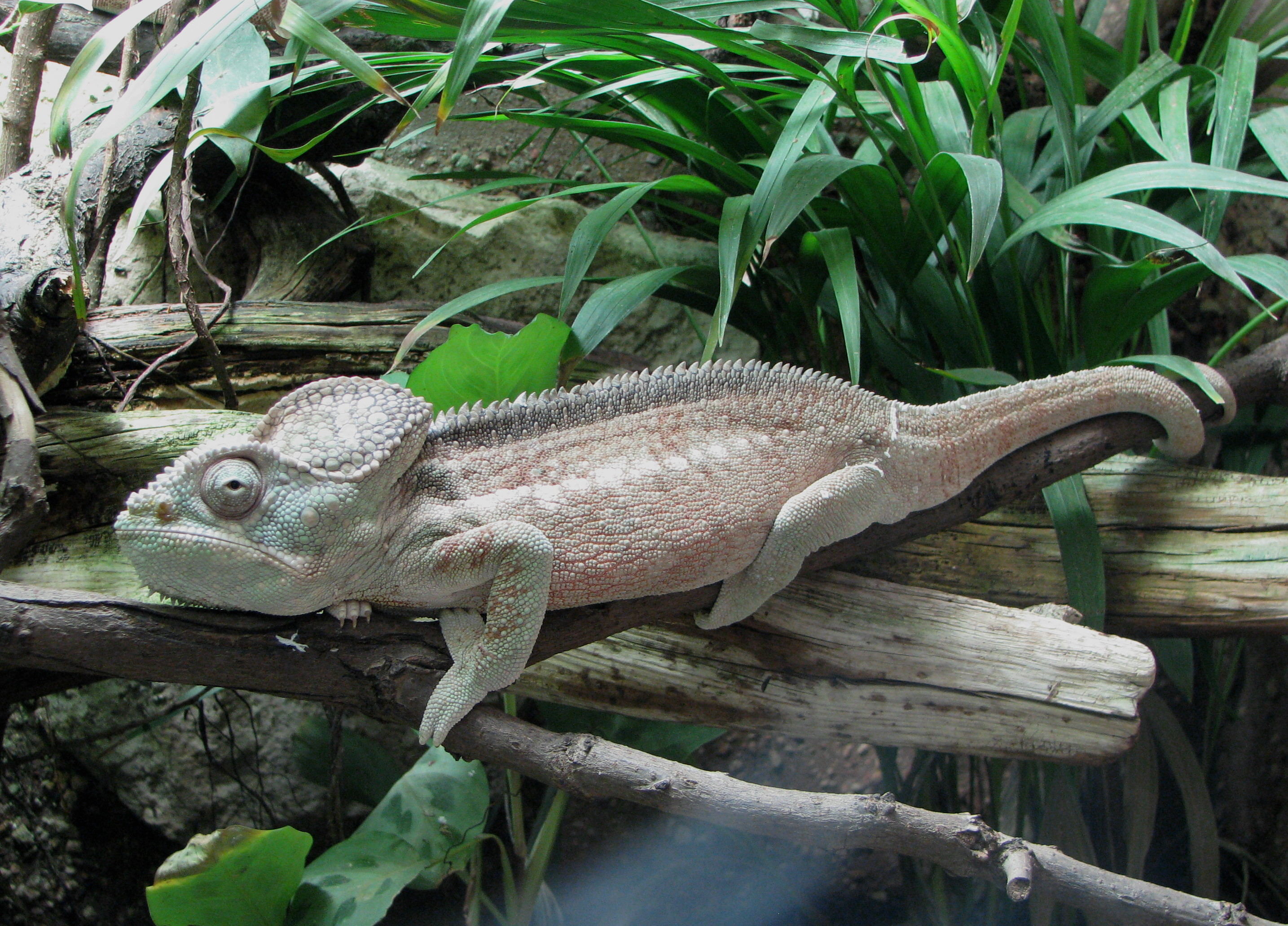
Mannetje met beter ontwikkelde kam.
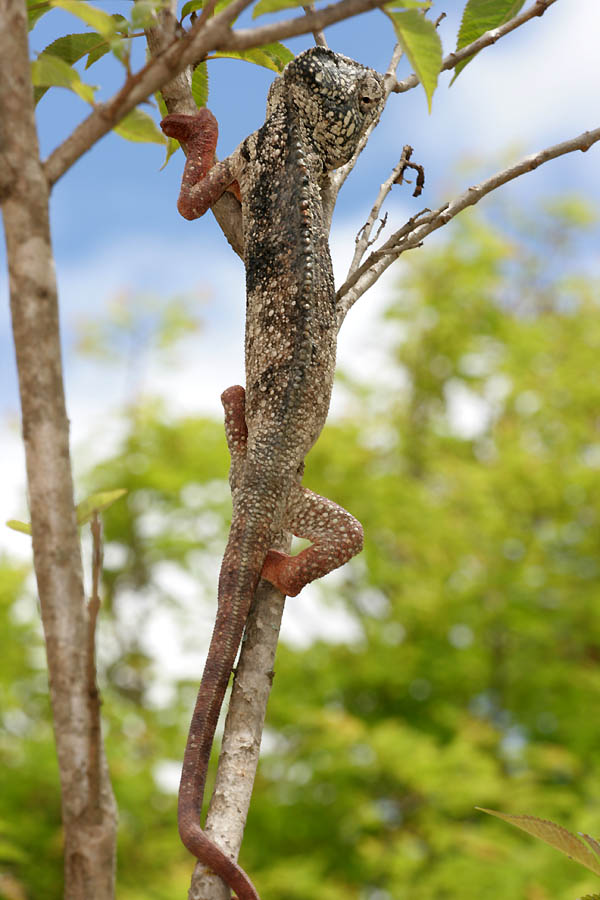
Klimmend in de natuurlijke habitat.